# Акт про незалежність Грузії
Акт про незалежність Грузії ( груз. დამოუკიდებლობის აქტის) — перший офіційний документ Грузії, на основі якого 26 травня 1918 проголошена незалежність Грузинської Демократичної Республіки.

## Передісторія
У лютому 1918 року в Тифлісі було скликано Закавказький сейм, куди увійшли депутати, обрані від Закавказзя до Всеросійських установчих зборів, і представники місцевих політичних партій. У березні було підписано Берестейський мир, згідно якому, Туреччині відходили від колишньої Російської імперії населені грузинами та вірменами області Батума, Карса та Ардагана. Грузинські та вірменські представники відкинули підписаний договір, оголосивши, що вважають себе у стані війни з Туреччиною.
Турецькі війська перейшли в наступ, 11 березня взяли Ерзерум, 13 квітня - Батумі. Закавказький уряд попросив про відновлення переговорів, але Туреччина зажадала офіційного виходу Закавказзя зі складу Росії. 22 квітня Сейм ухвалив резолюцію щодо проголошення Закавказзя незалежною Закавказькою Демократичною Федеративною Республікою (ЗДФР). Перемовини у Батумі з 11 травня по 26 травня призвели до розвалу ЗДФР та створення окремих незалежних держав.

## Проголошення незалежності
24 травня 1918 року на засіданні виконавчої комісії Грузинської національної ради було прийнято німецьку пропозицію про заступництво; 25 травня до Грузії увійшли німецькі війська.
26 травня Закавказький сейм оголосив про саморозпуск  і та ж сама Грузинська національна рада прийняла Акт про незалежність, проголосила створення Грузинської Демократичної Республіки. Акт про незалежність від 26 травня 1918 став основою для грузинської державності.